# Travis Dermott
Travis Dermott (* 22. Dezember 1996 in Newmarket, Ontario) ist ein kanadischer Eishockeyspieler, der seit Februar 2025 bei den Edmonton Oilers aus der National Hockey League (NHL) unter Vertrag steht. Zuvor verbrachte der Verteidiger sieben Jahre in der Organisation der Toronto Maple Leafs, die ihn im NHL Entry Draft 2015 in der zweiten Runde ausgewählt hatten, und spielte zudem für die Vancouver Canucks, Arizona Coyotes und Minnesota Wild.

## Karriere

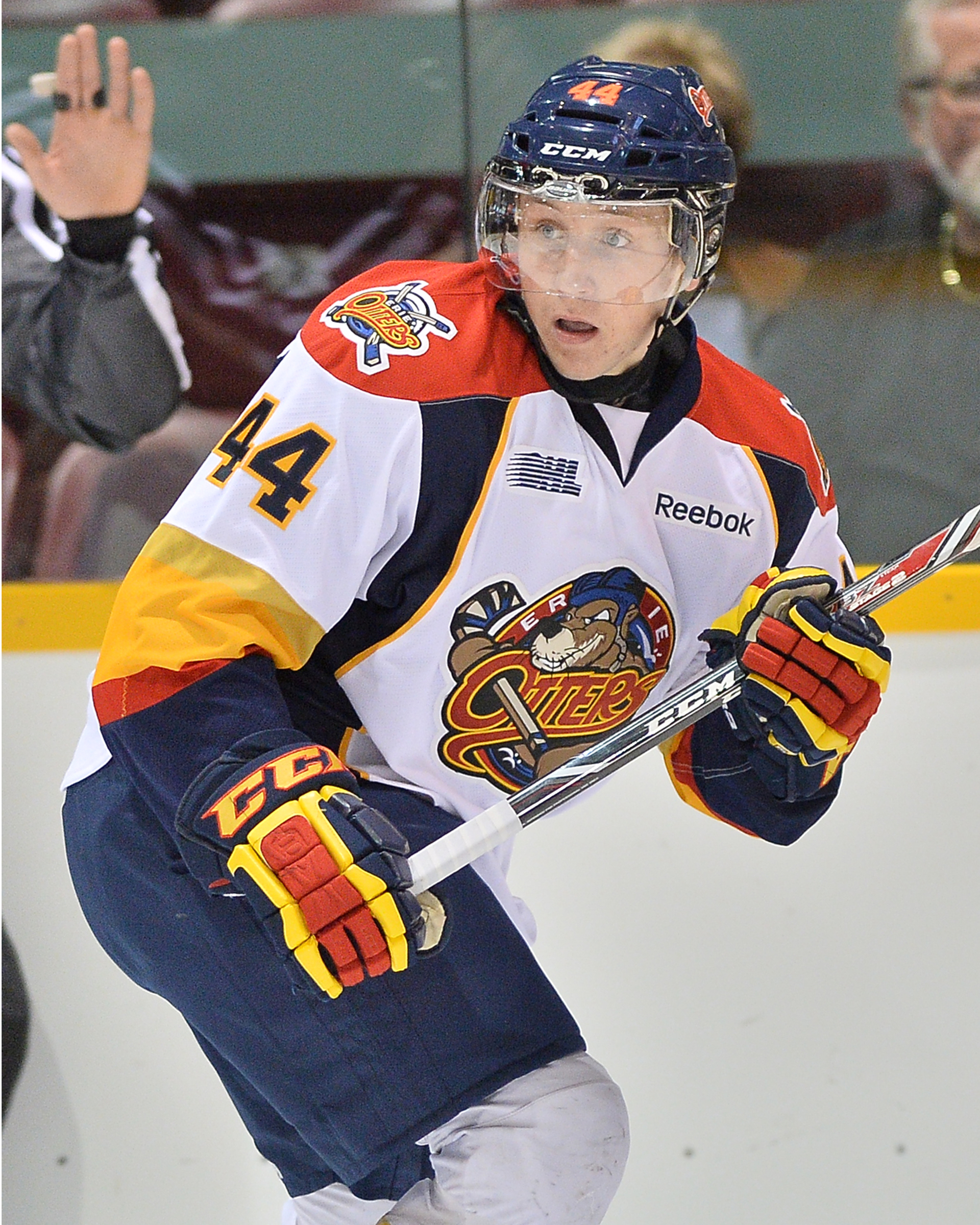
Dermott im Trikot der Erie Otters (2013)

Travis Dermott lief in seiner Jugend unter anderem für die Newmarket Hurricanes aus seiner Heimatstadt auf. 2012 wählten ihn die Erie Otters in der Priority Selection der Ontario Hockey League (OHL) an 164. Position aus, bevor er mit Beginn der Saison 2013/14 fest in das Team wechselte. In seiner ersten OHL-Spielzeit erzielte der Verteidiger 28 Scorerpunkte in 67 Spielen und wurde in der Folge ins First All-Rookie Team der Liga gewählt. Diese Leistung steigerte er im Jahr darauf deutlich auf 45 Punkte, während er mit den Otters das Playoff-Finale um den J. Ross Robertson Cup erreichte, dort allerdings den Oshawa Generals unterlag. Anschließend wurde er im NHL Entry Draft 2015 an 34. Stelle von den Toronto Maple Leafs berücksichtigt, die ihn wenig später mit einem Einstiegsvertrag ausstatteten. Vorerst kehrte der Kanadier jedoch für eine weitere Saison nach Erie zurück, wobei er ins OHL Second All-Star Team berufen wurde.
Zum Ende der Spielzeit 2015/16 wechselte Dermott in die Organisation der Maple Leafs und gab sein Profidebüt in einem Playoffspiel von deren Farmteam, den Toronto Marlies, in der American Hockey League (AHL). Bei den Marlies war der Abwehrspieler in der Folge knapp eineinhalb Jahre aktiv, bis er im Januar 2018 für die Maple Leafs in der National Hockey League (NHL) debütierte und sich vorerst in deren Aufgebot etablierte. Für die AHL-Playoffs kehrte er allerdings zu den Marlies zurück und gewann mit dem Team in der Folge den Calder Cup. Mit Beginn der Spielzeit 2018/19 etablierte er sich schließlich im NHL-Aufgebot der Maple Leafs und war dort bis in die zweite Hälfte der Saison 2021/22 hinein aktiv. Im März 2022 wurde der Abwehrspieler im Tausch für ein Drittrunden-Wahlrecht im NHL Entry Draft 2022 an die Vancouver Canucks abgegeben. Dort wiederum wurde sein auslaufender Vertrag im Sommer 2023 nicht verlängert, sodass er sich als Free Agent den Arizona Coyotes anschloss. Mit den Coyotes vollzog er nach der Saison 2023/24 den Umzug nach Salt Lake City, wo er fortan für den Utah Hockey Club aktiv sein sollte. Sein wenig später auslaufender Vertrag wurde im Juli 2024 allerdings nicht verlängert, sodass er sich im Oktober 2024 als Free Agent den Edmonton Oilers anschloss. Von dort gelangte er im Dezember 2024 über den Waiver zu den Minnesota Wild, bevor er im Februar 2025 in gleicher Art und Weise nach Edmonton zurückkehrte.

### International
Auf internationaler Ebene nahm Dermott mit der kanadischen U20-Nationalmannschaft an der U20-Weltmeisterschaft 2016 teil und belegte dort mit dem Team den sechsten Platz.

## Erfolge und Auszeichnungen
- 2014 OHL First All-Rookie Team
- 2016 OHL Second All-Star Team
- 2018 Calder-Cup-Gewinn mit den Toronto Marlies

## Karrierestatistik
Stand: Ende der Saison 2024/25

### International
Vertrat Kanada bei:
- U20-Weltmeisterschaft 2016

(Legende zur Spielerstatistik: Sp oder GP = absolvierte Spiele; T oder G = erzielte Tore; V oder A = erzielte Assists; Pkt oder Pts = erzielte Scorerpunkte; SM oder PIM = erhaltene Strafminuten; +/− = Plus/Minus-Bilanz; PP = erzielte Überzahltore; SH = erzielte Unterzahltore; GW = erzielte Siegtore; 1 Play-downs/Relegation; Kursiv: Statistik nicht vollständig)